# Máquina Total
Máquina Total est une série de compilations musicales espagnoles publiées par le défunt label Max Music entre 1991 et 1998, qui comprenait des morceaux des genres rave, EBM, new beat, Eurodance, house et trance, entre autres. Il compte onze volumes au total, constituant un record de référence non seulement en Espagne mais aussi au niveau international de par son niveau de ventes,. Elle est aussi une référence dans la discipline des mégamixes, pour lesquels il a compté, dans ses différentes éditions, avec José María Castells, Toni Peret, Quique Tejada et Mike Platinas, des producteurs de grande renommée.
La série compte également une édition promotionnelle, sortie en 1992, offerte avec les produits Dan Up de la marque Danone, ainsi que deux éditions mexicaines en 1994 et 1995 et des homonymes de celles-ci publiées au Chili et en Argentine, et deux autres éditions pour le Brésil en 1998 et 2002.
En août 2013, le label Open Records sort une compilation Máquina Total disponible sur la plateforme numérique, composée de 20 titres, et enfin en 2014, la marque est déposée par le label Blanco y Negro Music, qui sort en juillet de la même année une nouvelle édition de Máquina Total, toujours avec un mégamix de Toni Peret, et en utilisant à nouveau des morceaux des années 1990.

## Histoire

### Débuts et origines
Au début des années 1990, différents genres commencent à émerger après une décennie des années 1980 dominée par l'Italo disco et, vers la fin de la décennie, par l'acid house et les débuts de l'Eurodance. Les genres new beat et rave (qui un peu plus tard, avec la techno originaire d'Europe centrale, ont donné naissance à la máquina valencienne) venaient juste d'entrer sur le marché musical l'année précédente en Espagne, avec Technomakinita de Blanco y Negro Music (du sous-label Basic Mix) ; Max Music, en réponse logique à la demande toujours croissante du public pour des compilations avec ces nouveaux styles musicaux, publie Máquina Total au printemps 1991,.
Presque tous les morceaux dataient de 1990, mais ils ont tout de même été bien accueillis. La principale différence par rapport à son concurrent Blanco y Negro est l'ajout d'un mégamix de presque dix minutes au début de l'album, un détail qui manquait à Technomakinita dans son premier volume, étant ainsi composé uniquement des pistes complètes. En fait, il y a eu un mix promotionnel effectué par Viborilla, mais il a été écarté pour l'album commercial. Toni Peret et José María Castells ont réalisé celui de Máquina Total.
Pour Technomakita, l'idée d'ajouter un mégamix dans son édition suivante, à la mi-1991, d'une durée d'un peu plus d'un quart d'heure et produit par Quique Tejada, est retenue. Peu avant la fin de l'année, Max Music contre-attaque avec Máquina Total 2, dans le même format que le premier. Il convient de noter que ce volume a été un best-seller, ce qui était surprenant à l'époque, car jusqu'alors toutes les compilations de Máquina Total étaient passées largement inaperçues du grand public, y compris le premier volume de Máquina Total. Les raisons de ce succès sont dues au rôle important joué par la campagne de promotion de l'album, avec un clip vidéo et une publicité télévisée mettant en scène un garçon expliquant les vertus de l'album, ainsi que l'inclusion du morceau Así me gusta a mí (XTA-Si, XTA-No) de Chimo Bayo, un best-seller reconnu, notamment aux Pays-Bas et en Belgique où il est classé aux top 43 et 7 respectivement, et même dans des pays tels que le Japon.
Il convient de mentionner que peu de temps après, en novembre, Max Music sort la Máquina Rave Compilation, une compilation sous licence de Media Records (Italie) en format non-stop, qui consolidera l'engagement du label envers la musique techno-industrielle. Cette tendance se poursuivra en 1992, car encouragés par le succès retentissant de Máquina Total 2, ils n'ont pas attendu trop longtemps pour sortir le troisième volume, en mars, et avec des changements. Profitant du succès du film Terminator 2 : Le Jugement dernier, ils achètent quelques images du squelette T-800 pour les couvertures, à titre de revendication publicitaire. Le squelette est recréé pour le spot publicitaire télévisé. De plus, l'un des titres de cet album est une adaptation du thème principal du film. Comme pour le volume 2, ce nouveau numéro est accompagné d'un vidéoclip qui a atteint le top 40.
L'extension à deux CD et l'inclusion d'une radio edit (version courte) sont également des aspects que le label a pris en compte pour Technomakinita 3 lors de sa sortie cet été-là, qui, avec une certaine sélection de pistes de maquina et le mégamix de Quique Tejada, l'album réussit à maintenir l'essence originale du genre musical industriel, se distinguant légèrement de Máquina Total 4, sorti juste avant en juin, où l'on commençait déjà à remarquer une dérivation du genre.

### Ère des reprises disco et pop dance
Les changements deviennent réalité en mars de l'année suivante, en 1993. Le genre entame un déclin progressif, même si des compilations industrielles comme A Toda Máquina de Blanco y Negro Music sont encore sur le marché. Mais les tendances changent, et la tendance de l'époque était aux reprises dansantes des classiques issus de la pop et du disco des années 1970 et 1980. De plus, Blanco y Negro venait de sortir la compilation La Máquina del Tiempo sur ce thème, et le nouveau concept faisait des ventes énormes. Ainsi, la série Máquina Total change et comprend désormais des adaptations de classiques, ainsi que des titres actuels comme Don't You d'Another Class et Dur dur dur d'être bèbé du petit Jordy, qui devient le morceau d'accroche. Cette reprise portera préjudice à la saga car Arcade, le label qui avait les droits sur la chanson, ne l'avait pas cédée à Max Music, qui l'a néanmoins utilisée, ce qui leur a causé des problèmes de droits d'auteur avec la multinationale.
Tous les morceaux inclus dans le cinquième volume ne sont plus directement liés au genre industriel, à l'exception de Bombas de Chimo Bayo. Le titre de la compilation n'avait plus de signification explicite. Dans ce cinquième volume, des images du film Terminator 2 : Le Jugement dernier sont réutilisées pour la couverture, cette fois-ci avec le T1000 à l'état de métal liquide. Le mégamix est à nouveau réalisé par Castells et Peret, qui réapparaît (car absent en 1992).

### Conversion en musique commerciale

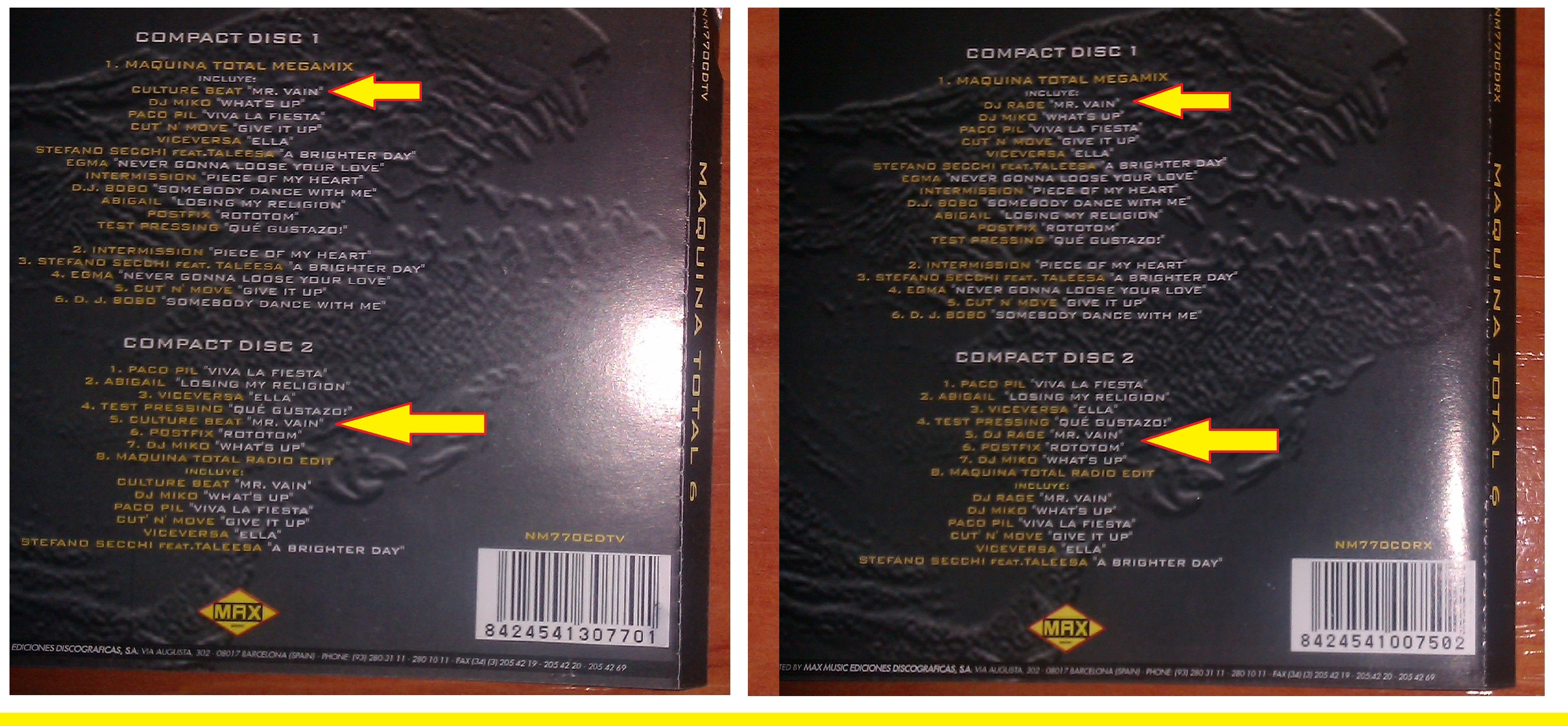
Couverture montrant les deux reprises de Mr. Vain de MT 6, une avec Culture Beat et l'autre avec DJ Rage.

Le sixième volume sera publié en novembre 1993, en prévision des fêtes de Noël pour en faciliter la vente. Sa date de publication serait fixée dès lors jusqu'à sa dernière édition. Comme cela s'est produit dans Máquina Total 3 avec le film Terminator 2 : Le Jugement dernier, cette fois-ci c'est un autre film qui exerce une forte influence sur le disque, Jurassic Park. L'illustration de la couverture représente un tyrannosaure et, à l'intérieur, diverses photos du tournage de son modèle. Même le mégamix commence par les pas sinistres du dinosaure qui s'approche, suivis d'un rugissement avant que le nom du mégamix ne soit annoncé.
Le reste du répertoire est composé de tubes dance consolidés de DJ Bobo, Egma ou Taleesa, ainsi que Paco Pil avec son célèbre Viva la fiesta qui a été un titre influent tout au long de l'année, produit par Max Music. L'album est également influencé par le genre musical de la batucada, si populaire en 1993, notamment par Rototom de Postfix. Enfin, il convient de mentionner l'inclusion de chansons au thème plus libre, comme Ella de Viceversa ou Qué gustazo de Test Pressing, qui est une autre production de Max Music.
Pour le Máquina Total 7, sorti en 1994, le label s'efforce d'améliorer encore la saga, à commencer par la publicité, puisqu'ils ont importé un spot élaboré mettant en scène un acteur parfaitement habillé en Bill Clinton, alors président des États-Unis, dans lequel il allait apparemment donner une conférence de presse pour surprendre tout le monde en mettant le nouveau disque en vente. Les images de la couverture et la publicité ont été très bien amorties, puisqu'en dehors de l'album espagnol, elles ont été utilisées pour la version américaine de la compilation Max Mix (l'album pour lequel la publicité a été faite), la version allemande de Max Mix, et dans plusieurs autres publications, ainsi que pour retoucher l'image avec Clinton, qui était vêtu d'un costume de Père Noël pour Navidad Total 2 publié par Max Music, toujours en Espagne.
Dans son édition du 9 juillet 1994, le magazine américain Billboard explique que Max Music « est devenu le leader du marché dance, principalement grâce à ses séries Máquina Total et Max Mix. »

### El Dream Team
Quique Tejada, jusqu'alors de Blanco y Negro Music, est engagé par Max Music à l'été 1995, rejoignant Toni Peret et José María Castells et formant à eux trois ce qu'on appelle « El Dream Team », une formation qui sera chargée de la production des mégamixes de la société pendant deux ans,. Ils relèveront alors le défi de réaliser leur tout premier Máquina Total dans son intégralité. À eux trois, ils totaliseront 32 millions d'albums vendus.
Máquina Total 8 comporte un plus grand nombre de morceaux que le précédent, ce qui a conduit à la publication du format vinyle sur trois LP au lieu de deux. Les genres sont très variés, de la version classique de Stayin' Alive ou de la pop-dance de Rebeca avec son Corazón corazón aux sons plus énergiques de BPM System ou de Central Rock, en passant par le latin de Proyecto Uno ou de 2 in a Room ou les morceaux dance des médias du moment, dont Shut Up (and Sleep With Me), de Sin With Sebastian, qui sert de fond sonore au spot télévisé, toujours importé, dans lequel un condamné à mort demande à entendre la Máquina Total comme dernière volonté. La publicité et la pochette ont également été utilisées pour la version mexicaine de Máquina Total, sortie en 1994. En 1996, l'album cumule 300 000 exemplaires vendus aux côtés de la compilation Ibiza Mix, elle aussi lancée par Max Music.
Máquina Total 9, sorti en 1996 ne déroge pas à la ligne de son volume prédécesseur. Mêmes samplers, design, thème et longueur. Mais il faut noter que ce volume abandonne le format LP, n'étant disponible que sur CD et cassette. Elle retrouve un ton plus hard avec des morceaux de makina (écrits avec un « k » pour la différencier de la maquina) tels que The Cat, Ping Pong ou Tira, montrant une grande variété nationale dans ce genre, qui coexiste cependant avec Rebeca, Whigfield ou Camela, ainsi que l'apport du nouveau genre à la mode bien qu'éphémère, le dream, avec la reprise One to One. Il contient également les reprises Ready or Not et Born's Lippy, qui sont présentes dans le spot publicitaire télévisé.

### Arrivée de Mike Platinas et fin de Max Music
À la mi-1997, Max Music assiste au départ de Ricardo Campoy Lloria, jusqu'alors partenaire de Miguel Degá au sein du label, qui rompra les liens et créera son propre label, Vale Récords, peu après rebaptisé Vale Music, emmenant avec lui l'ingénieur du son, Andreu Ugas, et toute la « Dream Team » (bien que ce nom ne puisse être utilisé car il est déposé par Max) et de nombreux autres producteurs qui faisaient partie du label. La réaction de Degá a été d'engager Mike Platinum, une gloire ancienne mais constante et reconnue, connue pour son travail de Max Mix avec Javier Ussía, qui avait travaillé pour le label entre 1985 et 1988. Cependant, Max Music n'en tire pas tout le profit escompté, car changeant peu à peu de stratégie et sentant le besoin d'imposer « quelque chose de nouveau » dans un marché saturé par les compilations de tous les labels, presque toutes contenant des mégamix. Cette nouveauté s'avérera être les sessions, des mixes plus long avec presque aucun effet, quelque chose qui n'était pas nouveau non plus, bien qu'il ait été moins utilisé. En outre, l'A&R du label avait ouvertement déclaré qu'il ne croyait pas aux mégamixes et ne les appréciait pas du tout (bien qu'étant lui-même DJ).
Dans Máquina Total 10, le mégamix est considérablement lus court par rapport à ses prédécesseurs. La compilation comporte des productions nationales comme Mimas ou The King of House, d'autres productions s'avèrent être des hits pop comme les titres de Coolio, ou Henry, et un autre rap avec le titre It's Like That de Run DMC, et peu importe si elles n'étaient pas des genres associés à ce que l'on attendait de la compilation si elles étaient numéro un. Máquina Total 10 comporte également des groupes de dance-trance, plus préférables du point de vue de l'essence originale, avec John Wesley, Fiocco et Celvin Rotane.
Pendant les derniers mois de 1998 à venir, dans lesquels un Max Music, condamné à mettre la clé sous la porte, se soucie de moins en moins d'obtenir des licences compétitives et expédie les titres à la légère avec des compilations comme Bombazo Mix 4, où chaque fois les megmixes chargés de Mike Platinas ont moins de qualité et d'effets, en plus d'avoir des transitions beaucoup plus abruptes entre les chansons.